# Copa de Confraternidad Escobar-Gerona 1945
La Copa Escobar-Gerona de 1945, también denominada Copa de Confraternidad Rioplatense, fue la tercera edición de la competencia organizada conjuntamente por las asociaciones argentina y uruguaya. La edición de 1945 marcó la primera vez que se otorgó el título.
Boca Juniors (subcampeón de Primera División de Argentina ) se enfrentó al Club Nacional de Fútbol (subcampeón de Primera División de Uruguay ) en una serie de dos partidos en el Estadio San Lorenzo de Buenos Aires, Argentina y el Estadio Centenario de Montevideo, Uruguay . En el primer partido, Nacional ganó 2-1, mientras que Boca Juniors ganó el segundo partido, ganando 3-2.
Luego de que ambos equipos empataran a puntos y no se programara un tercer partido para definir la serie, ambos equipos fueron declarados campeones y se repartió el título.

## Equipos clasificados
| Equipo       | Calificación                        |
| ------------ | ----------------------------------- |
| Boca Juniors | 1945 Subcampeón de Primera División |
| Nacional     | 1945 Subcampeón de Primera División |

## Estadios

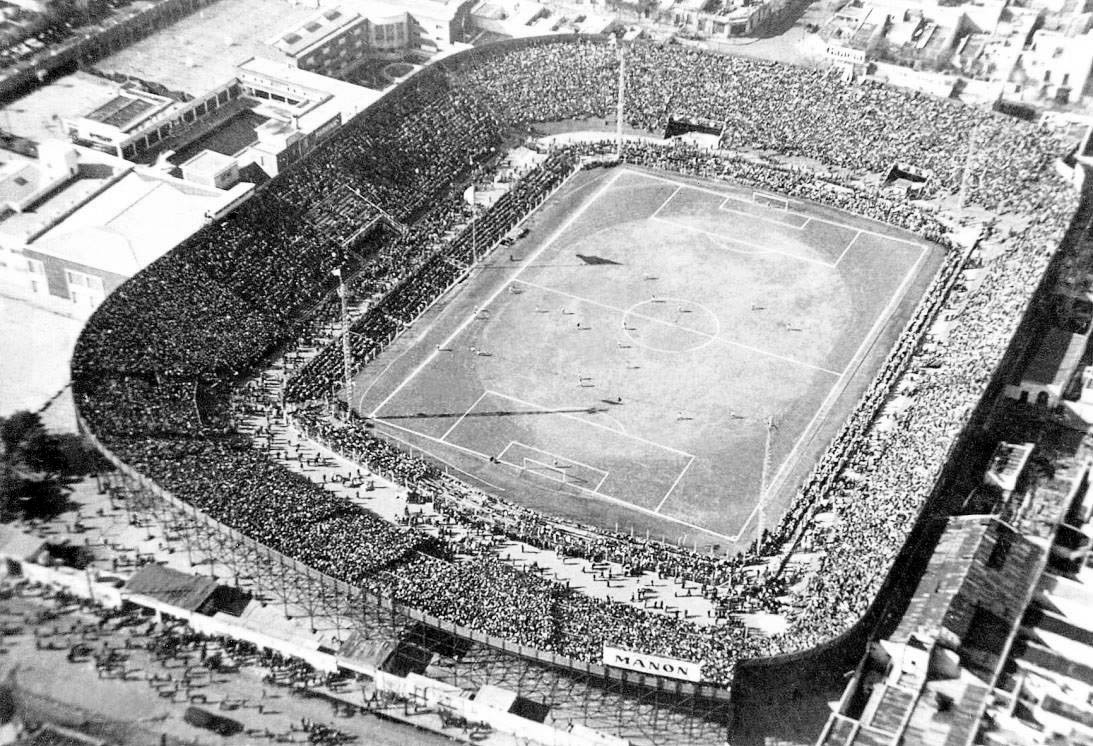
viejo Estadio El Gasometro (San Lorenzo)
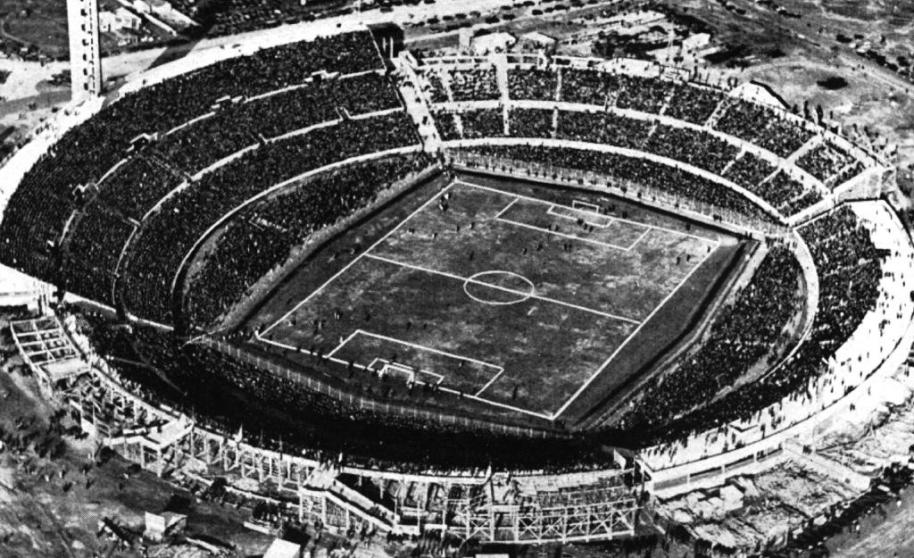
Estadio Centenario de Montevideo

## Detalles del partido

### Primer partido
| 5 de diciembre de 1945 | Club Boca Juniors | 1:2 | Club Nacional de Montevideo | Estadio El Gasómetro, Buenos Aires |                           |
|                        | Corcuera 18'      |     | Medina 16' · García 60'     | Árbitro(s): Eduardo Forte          | Árbitro(s): Eduardo Forte |

|  |  |

| Guardameta        |  | Obdulio Diano     |  |     |
| Defensa           |  | Víctor Valussi    |  |     |
| Defensa           |  | Rodolfo De Zorzi  |  | 70' |
| Centrocampista    |  | Carlos Sosa       |  |     |
| Centrocampista    |  | Ernesto Lazzatti  |  |     |
| Centrocampista    |  | Natalio Pescia    |  |     |
| Delantero         |  | Mario Boyé        |  |     |
| Delantero         |  | Pío Corcuera      |  | 45' |
| Delantero         |  | Jaime Sarlanga    |  |     |
| Delantero         |  | Enrique Martegani |  |     |
| Delantero         |  | Mariano Sánchez   |  |     |
| Sustituciones:    |  |                   |  |     |
| Defensa           |  | Luis Laidlaw      |  | 70' |
| Delantero         |  | Lucero Fedencrini |  | 45' |
| Director Técnico: |  |                   |  |     |
| Alfredo Garasini  |  |                   |  |     |

| Guardameta        |  | Aníbal Paz          |  |     |
| Defensa           |  | Raúl Pini           |  |     |
| Defensa           |  | Eusebio Tejera      |  |     |
| Centrocampista    |  | General Viana       |  |     |
| Centrocampista    |  | Eugenio Galvalisi   |  |     |
| Centrocampista    |  | Dándolo Rodríguez   |  |     |
| Delantero         |  | Luis Ernesto Castro |  | 70' |
| Delantero         |  | José M. Medina      |  | 65' |
| Delantero         |  | Atilio García       |  |     |
| Delantero         |  | Roberto Porta       |  |     |
| Delantero         |  | Bibiano Zapirain    |  |     |
| Sustituciones:    |  |                     |  |     |
|                   |  | Juan A. Bugallo     |  | 70' |
|                   |  | Aníbal Ciocca       |  | 65' |
| Director Técnico: |  |                     |  |     |
| Héctor Castro     |  |                     |  |     |

### Segundo partido
| 22 de diciembre de 1945 | Club Nacional de Montevideo | 2:3 | Club Boca Juniors     | Estadio Centenario, Montevideo |                             |
|                         | Volpi 35' · Medina 55'      |     | Sarlanga 2', 12', 60' | Árbitro(s): Nobel Valentini    | Árbitro(s): Nobel Valentini |

|  |  |

| Guardameta     |  | Aníbal Paz        |
| Defensa        |  | Raúl Pini         |
| Defensa        |  | Eusebio Tejera    |
| Centrocampista |  | General Viana     |
| Centrocampista |  | Eugenio Galvalisi |
| Centrocampista |  | Dándolo Rodríguez |
| Delantero      |  | Juan A. Bugallo   |
| Delantero      |  | José M. Medina    |
| Delantero      |  | Atilio García     |
| Delantero      |  | Roberto Porta     |
| Delantero      |  | Luis Volpi        |
| Manager:       |  |                   |
| Héctor Castro  |  |                   |

| Guardameta       |  | Obdulio Diano       |  |     |
| Defensa          |  | José Marante        |  |     |
| Defensa          |  | Rodolfo De Zorzi    |  | 55' |
| Centrocampista   |  | Alberto Pascal      |  |     |
| Centrocampista   |  | Ernesto Lazzatti    |  |     |
| Centrocampista   |  | Natalio Pescia      |  |     |
| Delantero        |  | Mario Boyé          |  |     |
| FW               |  | Pío Corcuera        |  | 80' |
| Delantero        |  | Jaime Sarlanga      |  |     |
| Delantero        |  | Severino Varela     |  |     |
| Delantero        |  | Juan C. Rodríguez   |  | 80' |
| Substitutes:     |  |                     |  |     |
| Defensa          |  | Víctor Valussi      |  | 55' |
| Delantero        |  | Juan Carlos Lorenzo |  | 80' |
| Delantero        |  | Lucero Fedencrini   |  | 80' |
| Manager:         |  |                     |  |     |
| Alfredo Garasini |  |                     |  |     |